# Hızır Sarı
Hızır Sarı (ur. 19 lutego 1951 w Tortum) – turecki zapaśnik walczący w stylu klasycznym. Olimpijczyk z Monachium 1972, gdzie odpadł w eliminacjach w kategorii 48 kg.
Srebrny medalista mistrzostw świata w 1971. Wicemistrz igrzysk śródziemnomorskich w 1971 roku.